# Slave New World
«Slave New World» es un sencillo de la banda brasileña Sepultura, lanzado en 1994. Hace parte del quinto álbum de estudio Chaos A.D. Contiene dos minutos y cincuenta y cuatro segundos de duración y fue producido por Andy Wallace bajo el sello discográfico Roadrunner Records. La canción fue escrita por todos los integrantes de la banda.
El director del video fue Thomas Mignone. En el cortometraje se aprecia al grupo interpretando la canción en medio de lo que parece ser un volcán.

## Posicionamiento
| Lista          | Posición |
| -------------- | -------- |
| Chart Log UK   | 46       |
| Swedish Charts | 32       |